# Капела Сирино (Потенца)
Капела Сирино (итал. Cappella Sirino) је насеље у Италији у округу Потенца, региону Базиликата.
Према процени из 2011. у насељу је живело 20 становника. Насеље се налази на надморској висини од 1033 м.